# U-107
O submarino alemão U-107 foi um submarino Tipo IXB da Kriegsmarine da Alemanha nazista que operou durante a Segunda Guerra Mundial. Entre janeiro de 1941 e agosto de 1944, ela navegou em 13 patrulhas ativas, numa época em que um submarino tinha uma vida útil média de sete a dez patrulhas. Durante esse tempo, o U-107 afundou 39 navios aliados e danificou quatro, dentre os quais o britânico Andalucia Star. O submarino foi lançado em 2 de julho de 1940, com base no porto de submarinos de Lorient, com uma tripulação de 53 pessoas sob o comando inicial de Günter Hessler. Mais tarde, ela foi comandada, na ordem, por Harald Gelhaus, Valker Simmermacher e seu comandante final, Karl Heinz Fritz.

## Projeção
Os submarinos alemães Tipo IXB eram ligeiramente maiores do que os submarinos alemães Tipo IX originais, mais tarde designados IXA. O U-107 teve um deslocamento de 1.051 toneladas (1.034 toneladas longas) quando na superfície e 1.178 toneladas (1.159 toneladas longas) quando submerso. O submarino tinha um comprimento total de 76,50 m, um comprimento de casco de pressão de 58,75 m, Uma boca de 6,76 m, Uma altura de 9,60 m e um calado de 4,70 m. O submarino era movido por dois motores diesel MAN M 9 V 40/46 superalimentados de quatro tempos e nove cilindros, produzindo um total de 4.400 cavalos de potência métrica (3.240 kW; 4.340 shp) para uso durante a superfície, dois Siemens-Schuckert 2 GU 345/ 34 motores elétricos de dupla ação produzindo um total de 1.000 cavalos de potência métricos (740 kW; 990 shp) para uso submerso. Ela tinha dois eixos e duas hélices de 1,92 m.

## Comandantes

### Günter Hessler
O U-107 teve alguns comandantes, dentre eles, Günter Hessler. Ele comandou entre 8 de outubro de 1940 até 1 de dezembro de 1941,  sem, excepcionalmente, ter servido como um 1. Wachoffizier (1º oficial de quarto). Desde então, não era comum um oficial assumir o comando de um U-boat sem uma longa experiência como oficial de guarda ou Kommandanten-Schüler (Comandante-em-treinamento), mas Hessler era um experiente oficial da Marinha e logo demonstrou que essa era uma decisão correta: durante sua primeira patrulha, ele afundou quatro navios totalizando 18.514 toneladas.
A sua mais gloriosa passagem pelo U-107 foi a segunda patrulha, que obteve seus melhores resultados. Günther Hessler saiu de Lorient, 29 de março de 1941 ás 19:30, para afundar tonelagens de navios mercantes aliados, a maior de qualquer patrulha U-boot de toda a guerra. O U-107 deixou a base em companhia do U-94 (Kuppisch), mas o U-107 seguiu para o sul. Sua área operacional era ao redor das Ilhas Canárias e perto dew Freetown, onde afundou 14 navios totalizando 86.699 toneladas, começando com o mercante britânico SS Eskdene que exigiu dois torpedos e 104 tiros do canhão de convés de tiro rápido de 105 mm. O maior navio afundado foi o Britânico Calchas de 10.305 toneladas. Em 1 de junho de 1941, Hessler afundou o que ele supunha ser um "navio Q" (navio de chamariz), o britânico Alfred Jones (erroneamente, os navios Q foram retirados de serviço em março). Desde então, Hessler deixou o U-107 para 1.Asto (1º oficial do estado-maior naval) em BdU op. (Alto Comando do U-boat, operações).

### Harald Gelhaus
Ele comandou o U-107 entre dezembro de 1941 até 6 de junho de 1943; antes de entrar ao U-107 em março de 1941, comandava o U-103. Nas seis patrulhas seguintes, afundou 19 navios com um total de pouco mais de 100,00 toneladas.
Em junho de 1943 tornou-se membro do Estado-maior do OKM, o Alto Comando da Marinha Alemã, assim, deixando o U-107.

### Volker Simmermacher
Volker Simmermacher controlou o U-107 por 197 dias, julho de 1943 até agosto de 1944. Durante esse tempo, danificou três navios americanos (15.570 toneladas), dentre eles, Albert Gallatin em 28 de agosto de 1943 (7,176 toneladas), USS Rapidan em 11 de setembro de 1943 (8,246 toneladas), e por final, Lark em 13 de Junho de 1944 (148 toneladas).
Volker levou seu comando do U-107 até a Nova Inglaterra entre 12 e 14 de junho de 1944. Durante esses dias, o U-107 atacou e danificou um veleiro de pesca americano chamado Lark, às 830 horas (horário alemão) no dia 13 de junho, cerca de 75 milhas ao sul do Cabo Sable. O Lark era um navio de pesca de 148 toneladas de Massachussetts, como dito antes. Seu capitão era James L. Abott. Havia 27 homens abordo do veleiro no momento. Depois que um torpedo falhou, Simmermacher disparou um tiro de advertência sobre, o que fez o motor diesel parar de funcionar. Os homens abandonaram em cinco dories de pesca, exceto Abott e o cozinheiro do navio, que permaneceram abordo mesmo pelas condições do veleiro.
A tripulação do U-boot disparou sobre o Lark, seu equipamento afundou, menos a Cotovia que não. De acordo com Wynn, o canhão de 3,7 cm do U-boot foi imergiu, possibilitando que o Capitão Abott ligasse novamente os motores do Veleiro Lark e pegasse sua tripulação dele. Quando a Cotovia chegou em Boston, foi possível ver que era uma sensação urgente, já que as marcas de bala e os buracos causados pelo U-107 de Volker eram claramente visíveis.
A patrulha dita começou em Lorient em 10 de maio e terminou cerca de 75 dias após, em 23 de julho. A Cotovia foi a unica embarcação danificada durante esse patrulhamento, isso vale pelo seu comando, Volker. O U-107 foi um dos primeiros e únicos dos novos barcos e submarinos alemães a ser equipado com schnorker até a chegar nas américas. Ela foi ordenada de volta as bases no mês de julho, mas instruída a manter o suficiente para manter Bergen na Noruega no caso dos portos no Oceano Atlântico afundarem pelos aliados.

### Karl-Heinz Fritz
Karl-Heinz Fritz comandou o U-107 de 15 de agosto de 1944 até 18 de agosto de 1944, fez uma patrulha, e ficou por apenas 3 dias no comando. Afundado em 18 de agosto de 1944 no Golfo da Biscaia, a sudoeste de St. Nazaire, na posição 46.46N, 03.49W, por cargas de profundidade de uma aeronave britânica Sunderland (201 Sqn RAF/W). 58 mortos (todas as mãos perdidas).